# Abacoproeces molestus
Abacoproeces molestus is een spinnensoort in de taxonomische indeling van de hangmatspinnen (Linyphiidae).
Het dier behoort tot het geslacht Abacoproeces. De wetenschappelijke naam van de soort, Abacoproeces molestus, werd voor het eerst geldig gepubliceerd in 1973 door Konrad Thaler.